# John Adams
|  | Per a altres significats, vegeu «John Adams (desambiguació)». |

John Adams (Braintree (actualment Quincy) Massachusetts, 30 d'octubre de 1735 – 4 de juliol de 1826) fou un polític estatunidenc, que va ser el segon President dels Estats Units (1797-1801) i un dels pares fundadors del país.
L'any 1755 es graduà en dret a Harvard i durant uns anys va exercir l'advocacia abans d'arribar a la política en les primeres etapes de la Revolució Americana. Com a delegat de Massachusetts al Congrés Continental, va exercir un paper important en persuadir el Congrés per declarar la independència, i va ajudar Thomas Jefferson en la redacció de la Declaració d'Independència dels Estats Units el 1776.
Com a representant del Congrés a Europa, va ser un dels negociadors principals del Tractat de París (1783) amb la Gran Bretanya i un dels principals responsables de l'obtenció de préstecs importants de banquers d'Amsterdam. Teòric polític i historiador, Adams va escriure en gran manera la constitució de l'estat de Massachusetts el 1780, però estava a Europa quan la Constitució Federal es va redactar basada en principis similars. Un dels seus grans papers va ser la selecció de persones clau per a diferents càrrecs: el 1775, va nomenar George Washington com a comandant en cap de l'Exèrcit Continental i, vint-i-cinc anys més tard, va nomenar John Marshall com a president del Tribunal Suprem dels Estats Units.
Les credencials revolucionàries d'Adams li van assegurar dos mandats com a vicepresident de George Washington i la seva elecció el 1796 com a segon president de la nació. Durant el seu mandat presidencial, es va trobar amb ferotges atacs per part del Partit Demòcrata-Republicà de Thomas Jefferson, així com la facció dominant del seu propi partit, el Partit Federalista liderat pel seu contrincant Alexander Hamilton. Adams va signar les polèmiques Actes de sedició i estrangers i va construir l'exèrcit i la marina especialment en el context de la guerra naval no declarada (anomenada "Quasi Guerra") amb França, 1798-1800. La solució pacífica d'aquest conflicte enfrontat a l'oposició bel·licista de Hamilton va ser un gran assoliment de la seva presidència.
El 1800 Adams va ser derrotat en la reelecció per Thomas Jefferson i es va retirar a Massachusetts. Més tard va reprendre la seva amistat amb Jefferson. Ell i la seva esposa, Abigail Adams, van fundar una línia familiar de polítics, diplomàtics i historiadors als Estats Units. Va ser el pare de John Quincy Adams, sisè President dels Estats Units.
El 4 de juliol de 1826 va morir amb 90 anys, el mateix dia del 50è aniversari de la Declaració d'Independència. Aquell mateix dia, hores abans, havia mort Thomas Jefferson. Paradoxalment, les últimes paraules de John Adams van ser: "Thomas Jefferson està viu".
Si bé en l'època de la seva mort no va ser tan cèlebre com altres Pares fundadors, els seus assoliments han rebut major reconeixement en l'actualitat.

## Primers anys

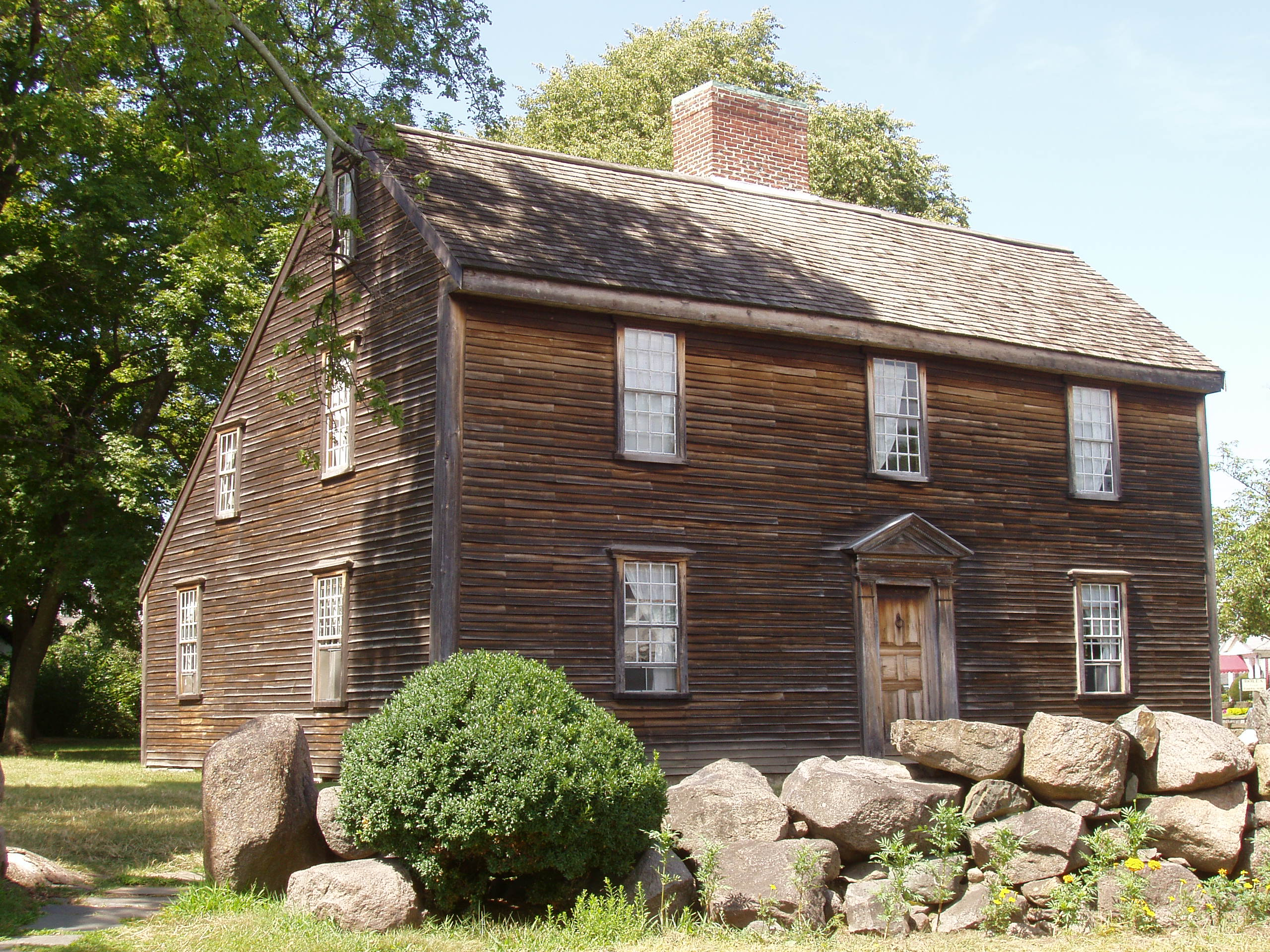
Casa natal de John Adams a Massachusetts

John Adams, Jr. va ser el més gran de tres fills. Va néixer el 30 d'octubre de 1735 a la localitat de Baintrée, situada a Massachusetts i que posteriorment canviaria el seu nom per Quincy. Els seus pares van ser John Adams i Susanna Boylston. El lloc de naixement d'Adams és ara part del Parc Històric Nacional Adams. El seu pare, també anomenat John (1691-1761), era descendent per cinquena generació de Henry Adams, qui va emigrar de Braintree (Anglaterra) el 1638. Era descendent d'un Gal·lès anomenat Ap Adán. El seu pare era un agricultor, diaca de l'església congregacionalista (és a dir, purità), tinent de la milícia i regidor responsable de supervisar les escoles i carreteres. La seva mare, Susanna Adams Boylston, va ser una descendent dels Boylstons de Brookline.
Adams va néixer en una família modesta, però sentia profundament la responsabilitat de viure d'acord amb la seva herència familiar: la generació fundadora de puritans, que va arribar al nou món en l'època colonial de 1630 i es va establir a Amèrica. Els puritans de la gran migració "creien en la vida segons la Bíblia. L'Anglaterra sota els Estuard era com Egipte, i ells eren Israel fugint ... per establir un refugi de pietat, una ciutat sobre el pujol." Al moment del naixement de John Adams en 1735, els dogmes puritans com ara la predestinació ja no estaven tan àmpliament acceptats, i moltes de les seves pràctiques més estrictes s'havien suavitzat amb el temps, però John Adams "els considerava portadors de la llibertat, una causa que encara tenia una sagrada urgència." Va ser un sistema de valors en els quals creia, i un model heroic en el qual desitjava estar a l'altura.
El jove Adams va ser a la Universitat Harvard a setze anys, el 1751. El seu pare volia que es convertís en clergue, però Adams no hi estava d'acord. Després de graduar-se el 1755, va ser professor d'escola durant alguns anys a Worcester, la qual cosa li va permetre donar-se un temps per pensar en l'elecció de la seva carrera. Després de molta reflexió, va decidir fer-se advocat i va estudiar dret en l'oficina de James Putnam, un prominent advocat de Worcester. El 1758, Adams va ser admès en l'advocacia. Ja des de ben jove havia desenvolupat l'hàbit d'escriure les descripcions dels esdeveniments que observava i les impressions dels homes, uns textos que estan dispersos dins el seu diari. Va desenvolupar habilitats i bon ofici com a advocat, sovint portant casos amb els quals pogués estudiar i reflexionar. El seu informe de 1761 sobre l'argument de James Otis al tribunal superior de Massachusetts, quant a la legalitat de l'Ordre d'assistència és un bon exemple. L'argument d'Otis va inspirar a Adams per a la causa de les colònies americanes.
El 25 d'octubre de 1764, cinc dies abans de complir 29 anys, es va casar amb Abigail Smith Adams (1744-1818), la seva cosina tercera, i filla d'un ministre de la Congregació, el reverend William Smith, en Weymouth, Massachusetts. El matrimoni va tenir sis fills: Abigail (1765-1813), el futur president John Quincy (1767-1848), Susanna (1768-1770), Charles (1770-1800), Thomas (1772-1832) i la nena morta en néixer Elizabeth (1777).

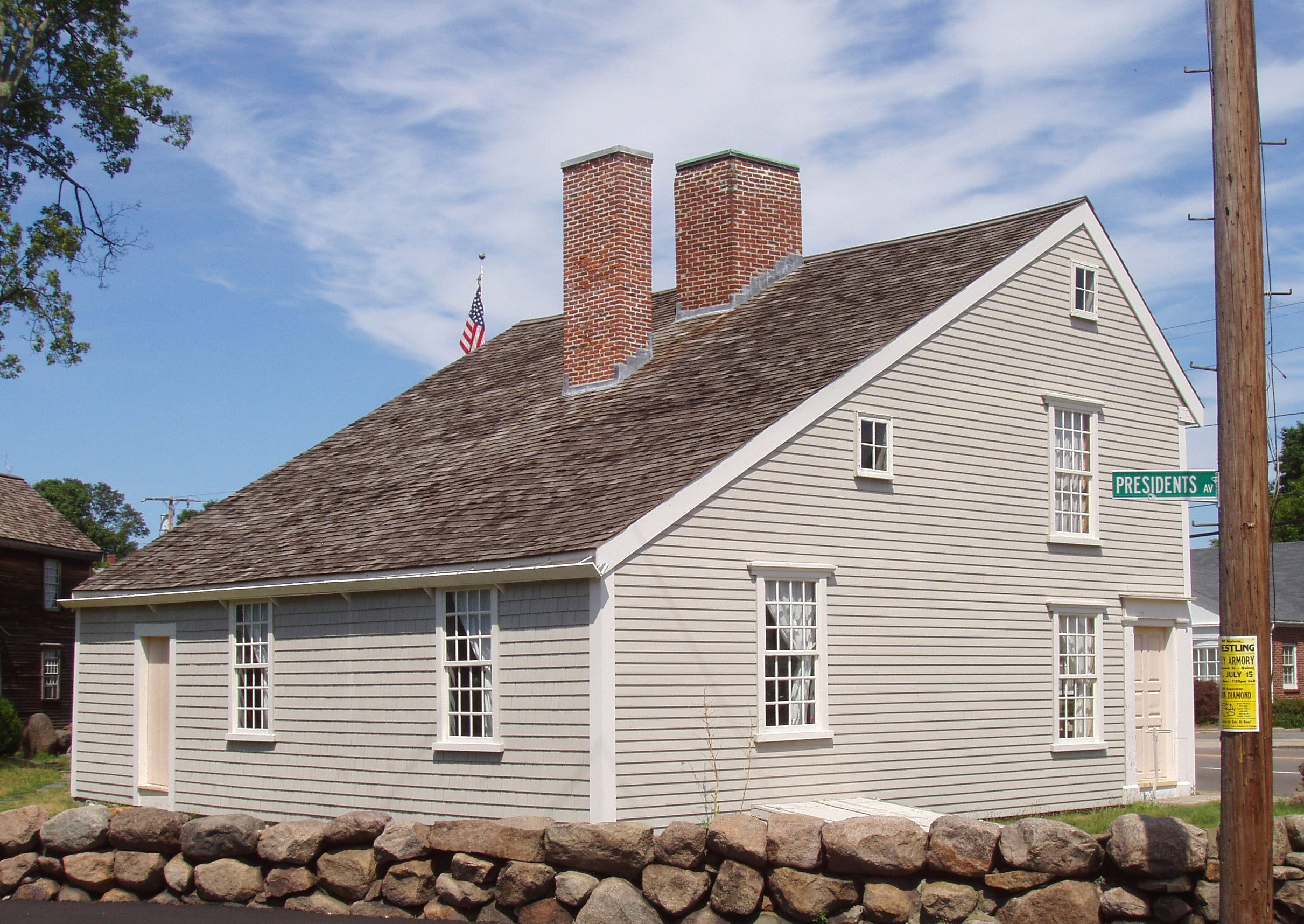
Primera residència d'Adams i la seva família a Baintree

Adams no era un líder popular com el seu cosí segon, Samuel Adams. En canvi, la seva influència venia derivada del seu treball com a advocat constitucionalista i la seva capacitat per a l'anàlisi exhaustiva d'exemples històrics, juntament amb el seu profund coneixement de la llei i la seva dedicació als principis del republicanisme. Adams trobava que la seva conflictivitat innata com a advocat sovint era un obstacle en la seva carrera política.

## Vida política abans de la Revolució

### Oposició a laStamp Actde 1765
Adams va guanyar popularitat com a opositor a la Stamp Act de 1765, un impost directe sobre les colònies americanes que va ser imposat pel Parlament britànic sense consultar a les assemblees de les colònies. Els americans van protestar amb vehemència atès que la mesura violava els seus drets tradicionals com a anglesos. La resistència popular, com es va saber més tard, va ser provocada per un sermó reimprès múltiples vegades del reverend de Boston, Jonathan Mayhew, on interpretava un passatge bíblic (Epístola als romans, 13) en el qual es justificava el principi de la justa insurrecció.
El 1765, Adams va redactar les instruccions que van ser enviades pels habitants de Baintrée als seus representants a l'assemblea de Massachusetts, i que va servir de model per a altres ciutats a l'hora de donar instruccions als seus representants. L'agost de 1765, va contribuir de forma anònima amb quatre articles notables a The Boston Gazette (reeditats a The London Chronicle el 1768 com "Els veritables sentiments d'Amèrica", també conegut com "Una dissertació sobre el dret canònic i feudal"). En els escrits va suggerir que hi havia una connexió entre les idees protestants que els avantpassats puritans d'Adams havien portat a Nova Anglaterra i les darreres idees de la seva resistència a acceptar la Stamp Act. En el primer cas, va explicar que l'oposició de les colònies a la llei es devia al fet que aquesta va privar als colons americans de dos drets bàsics garantits a tots els anglesos i que tots els homes lliures mereixien: els drets a la llibertat de premsa, ja que la llei obligava a què tots els escrits que es publiquessin portessin un segell fiscal que s'havia de pagar com un impost en moneda britànica vàlida i no en paper moneda colonial, i el dret a ser jutjats per un jurat dels seus iguals.
Al desembre de 1765, va pronunciar un discurs davant el governador i el consell en el qual va dir que la Stamp Act era invàlida, ja que Massachusetts no tenia representació al Parlament del Regne Unit i, per tant, no hi havia consentit.

### Massacre de Boston

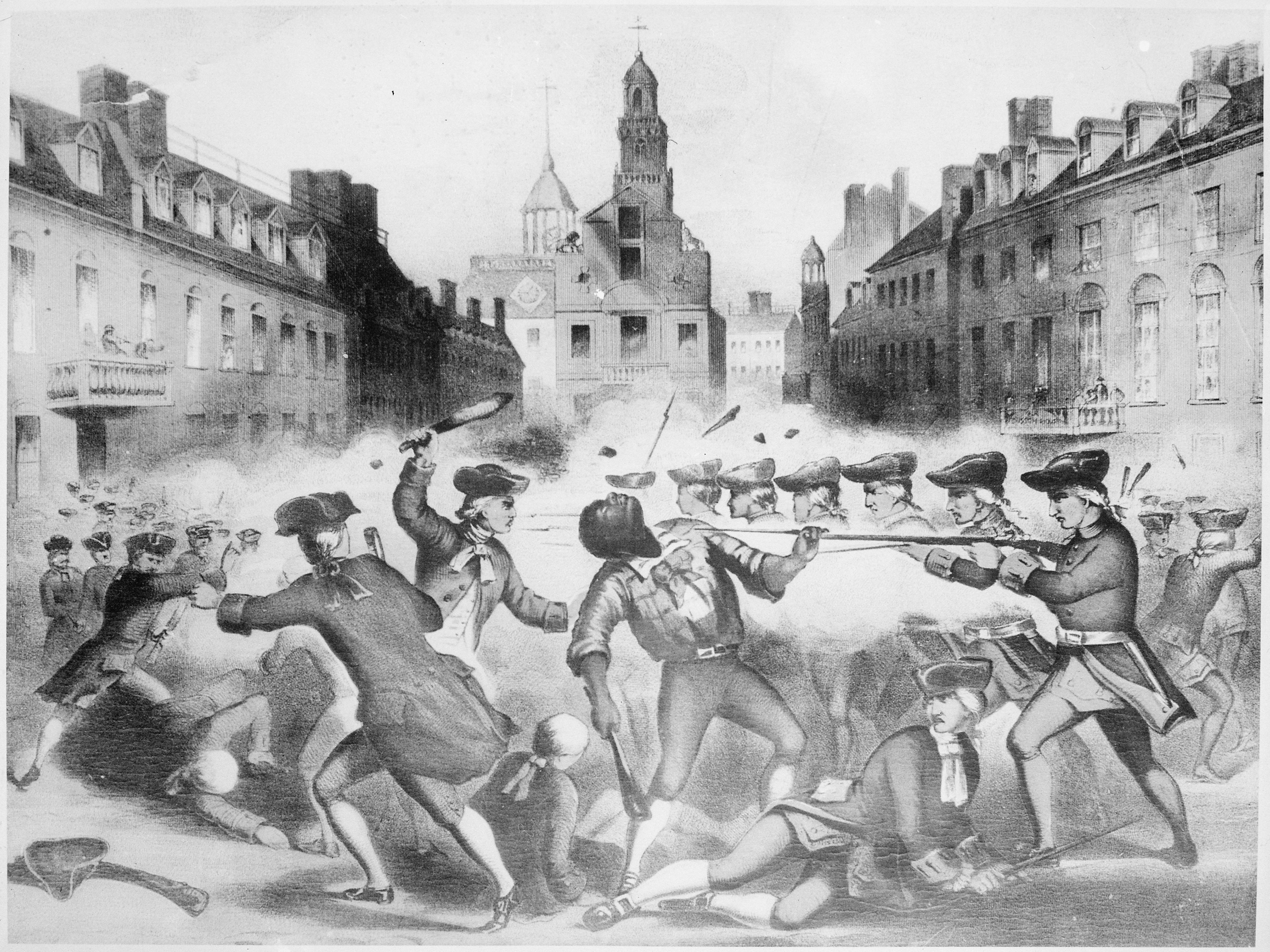
Massacre de Boston

El 1770, una confrontació al carrer va donar lloc a què un escamot de soldats britànics matessin a cinc civils en el que es va conèixer com la Massacre de Boston. Els soldats implicats van ser arrestats per càrrecs criminals i van tenir problemes per trobar un advocat. Per això, van demanar a Adams que s'encarregués de la seva defensa. A pesar que temia que això pogués danyar la seva reputació, ho va acceptar. Sis dels soldats van ser absolts. Dos que havien disparat directament contra la multitud van ser acusats d'assassinat, però només van ser condemnats per homicidi involuntari.
Pel que fa al pagament dels honoraris d'Adams, Chinard defensa que un dels soldats, el capità Thomas Preston, va donar a Adams una simbòlica "única Guinea", com a bestreta dels honoraris. No obstant això, David McCullough afirma a la seva biografia sobre Adams que va rebre divuit guinees. Adams confirma que Preston li va pagar deu guinees inicials i un pagament posterior de vuit, que era "tota la recompensa pecuniària per catorze o quinze dies de treball, en la causa més esgotadora i fatigant que he provat."
El seu argument "raonat i desapassionat" en la defensa no tan sols va obtenir l'absolució dels seus clients, sinó també la seva elecció per a un breu termini en la Cort General de Massachusetts, on va ser un dels opositors del governador Thomas Hutchinson.

Altres han subratllat el racisme d'Adams que en la seva defensa digué al jurat que els soldats estaven sent atacats per:
... molt probablement una turba de pinxos, negrots i mulats, taigs irlandesos i marins estrafolaris. —I per què hauríem de tenir escrúpols per anomenar turba a un grup com aquest de gent, no ho puc concebre, si no fos que el nom els sigui massa respectable?

### Litigi relatiu a l'autoritat del Parlament
El 1772, el governador de Massachusetts, Thomas Hutchinson va anunciar que ell i els jutges del tribunal superior ja no necessitaven que els seus sous fossin pagats per l'assemblea de Massachusetts, ja que a partir d'aquell moment la Corona assumiria el pagament a través dels fons procedents dels ingressos duaners. Els radicals de Boston van protestar i van demanar a Adams que expliqués les seves objeccions. En "Dues respostes de la Cambra de Representants de Massachusetts al governador Hutchinson", Adams va argumentar que els colons mai havien estat sotmesos a la sobirania del Parlament. La seva lleialtat original era amb la persona del Rei i la seva lleialtat era només envers ell. Si s'establís una línia entre la sobirania parlamentària i la total independència de les colònies, va continuar, les colònies no tindrien més remei que triar la independència.
En "Novanglus o una història de la disputa amb els Estats Units, des del seu origen, en 1754, al temps present" Adams va atacar alguns assajos de Daniel Leonard que sortien en defensa dels arguments de Hutchinson a favor de l'autoritat absoluta del Parlament sobre les colònies. En Novanglus Adams refutó fil per randa els assajos de Leonard, en un dels més extensos arguments fets mai pels colons contra la política imperial britànica.
Va ser un intent sistematitzat d'Adams per descriure els orígens, la naturalesa i jurisdicció de la Constitució britànica no escrita. Adams utilitza el seu ampli coneixement de la història del dret anglès i colonial per argumentar que les legislatures provincials eren plenament sobiranes sobre els seus propis assumptes interns, i que les colònies estaven connectats a la Gran Bretanya només a través del Rei.

## Congrés Continental
Massachusetts va enviar a Adams als Congressos continentals per primer cop el 1774 i fins al 1777. El juny de 1775, amb la finalitat de promoure la unió entre les colònies, va nomenar George Washington, de Virgínia, com a comandant en cap de l'Exèrcit Continental que després es formaria al voltant de Boston. La seva influència al Congrés era gran, i gairebé des del principi va buscar la separació permanent de Gran Bretanya.

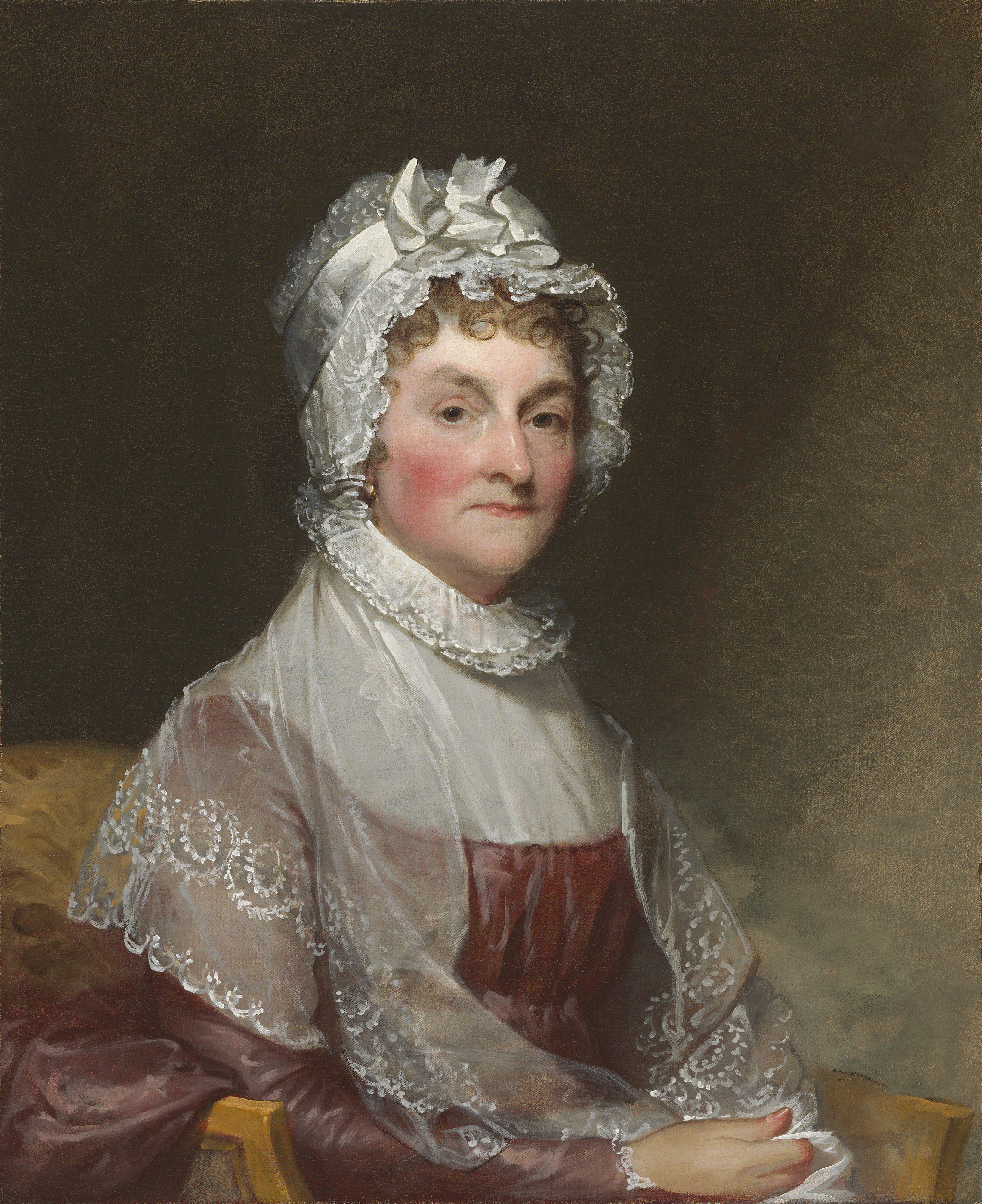
Retrat d'Abigail Adams c. 1812

El 15 de maig de 1776, el Congrés Continental, en resposta a l'escalada d'hostilitats que havia començat tretze mesos abans en les batalles de Lexington i Concord, va instar al fet que les colònies comencessin a construir les seves pròpies constitucions, un precedent per convertir-se en estats independents. Un procés que Adams denominava d'"autosuficiència i independència".
Durant la següent dècada, els nord-americans de tots els estats es van reunir per deliberar sobre els nous documents de govern. Tan radical com va ser escriure constitucions (abans de la convenció es considerava que la forma d'una societat política no tenia per què estar codificada, ni la seva llei orgànica havia de posar-se per escrit en un document únic), ho va ser la naturalesa del pensament polític que va il·luminar els Estats Units l'estiu de 1776.

### Pensaments sobre el Govern
Diversos representants es van dirigir a Adams perquè els aconsellés sobre l'elaboració dels nous governs. Adams es va cansar de repetir la mateixa idea tot el temps, i per això Richard Henry Lee va publicar el fullet anomenat Pensaments sobre el Govern (1776), que posteriorment va influir en la redacció de les constitucions estatals. L'ús del marc conceptual del republicanisme als Estats Units, es basava en la creença per part dels patriotes que era l'aristocràcia corrupta i nefasta, al Parlament britànic, i els seus esbirros apostats en les Tretze colònies, els culpables de l'assalt britànic sobre la llibertat americana.

Adams va informar que la forma de govern havia de ser triada per tal d'aconseguir les finalitats desitjades, que són la felicitat i la virtut del nombre més gran de persones. Amb aquest objectiu al cap, va escriure en Pensaments sobre el Govern: 
| « | "No hi ha bon govern que no sigui republicà. L'única part valuosa de la Constitució britànica és així, perquè la definició mateixa d'una república és un imperi de lleis i no d'homes". | » |

 En els Pensaments sobre el Govern va defensar el bicameralisme, perquè "una sola assemblea es fa responsable de tots els vicis, bogeries i febleses d'un individu". També va suggerir que hauria d'haver-hi una separació de poders entre l'executiu, el judicial i el legislatiu i, a més, recomanava que si es creava un govern continental, llavors "ha de limitar-se sagradamente" a certs poders enumerats. Pensaments sobre el Govern va ser molt influent i va ser citat com una autoritat en els processos constituents.

La Declaració d'Independència de John Trumbull representa el comitè dels cinc homes i la presentació de l'esborrany de la Declaració de la Independència al Congrés. Adams està dempeus al centre amb la mà al maluc

### Declaració de la Independència
El 7 de juny de 1776, Adams va donar suport a la resolució d'independència presentada per Richard Henry Lee, que va declarar: "Aquestes colònies són i per dret han de ser, estats lliures i independents", i va defensar la resolució fins que va ser aprovada pel Congrés, el 2 de juliol de 1776.
Va formar part del Comitè dels Cinc juntament amb Thomas Jefferson, Benjamin Franklin, Robert R. Livingston i Roger Sherman, amb la finalitat d'elaborar una Declaració d'Independència. A pesar que el document va ser escrit principalment per Jefferson, Adams va ocupar el primer lloc al debat sobre la seva aprovació. Molts anys més tard, Jefferson va aclamar a Adams com "el pilar de suport de la Declaració al Congrés i el seu més capaç advocat i defensor dels múltiples atacs que es va trobar".
Després de la derrota de l'Exèrcit Continental a la batalla de Long Island el 27 d'agost de 1776, el general William Howe va sol·licitar al Segon Congrés Continental enviar representants per negociar la pau. Una delegació integrada per Adams i Franklin es va reunir amb Howe a Staten Island a Nova York l'11 de setembre. Howe va exigir que la Declaració d'Independència fos derogada com a pas previ a qualsevol altre terme a debatre. La delegació s'hi va negar i les hostilitats van continuar. El 1777, Adams va renunciar al seu escó a la Cort General de Massachusetts per servir com a cap de la Junta de Guerra i de la d'artilleria, així com en molts altres importants comitès.

## A Europa

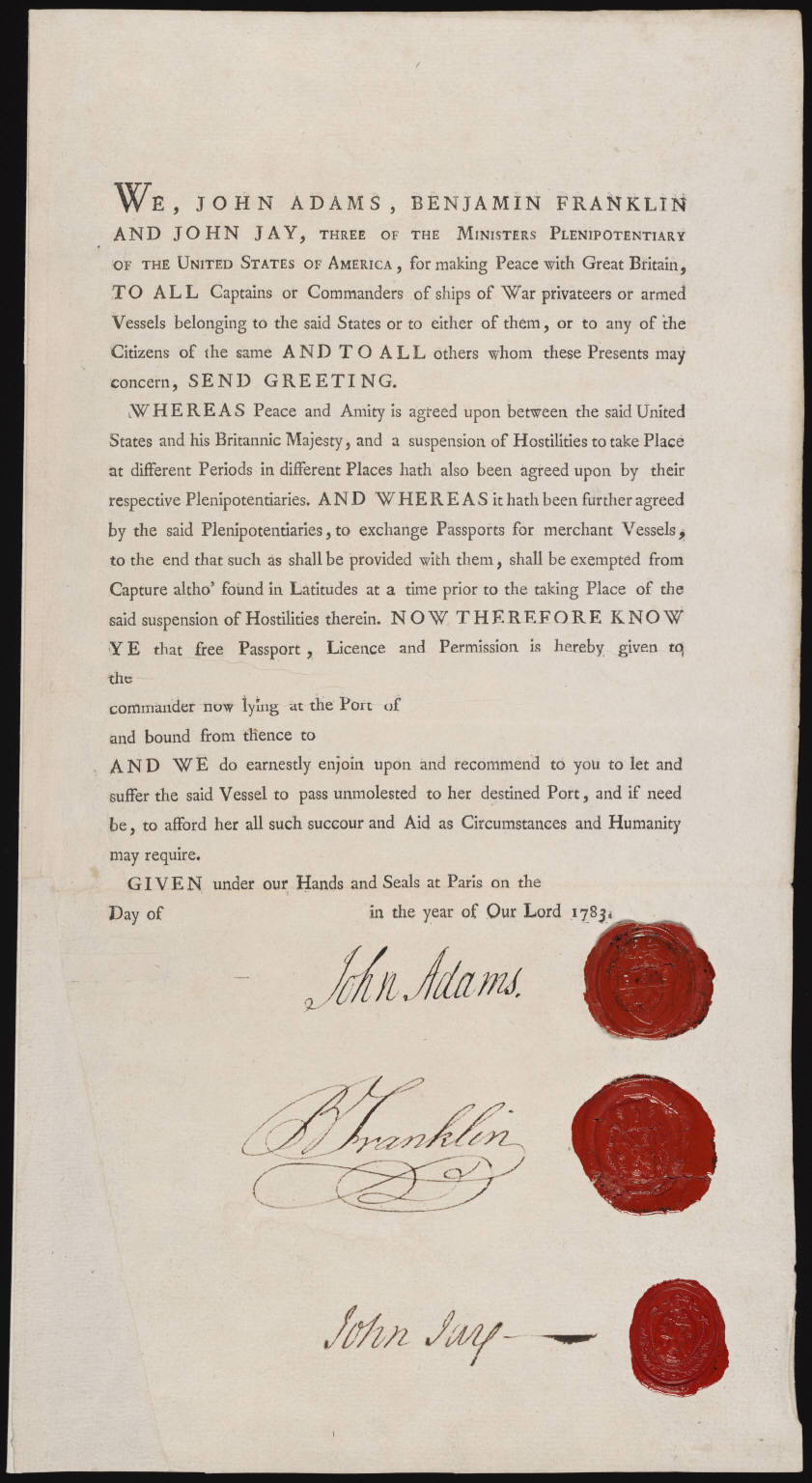
Passaport dels ministres plenipotenciaris John Adams, Benjamin Franklin i John Jay per a tenir mobilitat segura per negociar tractats de 1783

Adams va ser enviat dues vegades pel Congrés per representar la incipient unió davant Europa, per primera vegada el 1777 i novament el 1779. Acompanyat, en ambdues ocasions, pel seu fill major, John Quincy (que tenia deu anys al moment del primer viatge), Adams es va embarcar cap a França a bord d'una fragata de l'Armada Continental, la USS Boston el 15 de febrer de 1778. Encara que va estar perseguit diverses vegades per vaixells de guerra britànics, solament van entrar en combat durant la captura sense vessament de sang d'un corsari anglès. Adams va ser en alguns aspectes una opció inadequada des del punt de vista diplomàtic, en la mesura en què no parlava francès, l'idioma internacional de la diplomàcia en aquell moment.

### França
A França, el Directori, el grup predominant, havia rebutjat rebre emissaris americans i havia suspès relacions comercials.
La seva primera estada a Europa, entre l'1 d'abril de 1778 i el 17 de juny de 1779, va ser en gran part improductiva, i va tornar a casa seva a Baintrée a principis d'agost de 1779.
Entre l'1 de setembre i el 30 d'octubre de 1779, va redactar la Constitució de Massachusetts, juntament amb Samuel Adams i James Bowdoin. Va ser seleccionat al setembre de 1779 per tornar a França i, després de la celebració de la convenció constitucional de Massachusetts, el 15 de novembre va pujar a bord de la fragata francesa Sensible.
Per al segon viatge, Adams va ser nomenat Ministre Plenipotenciari amb la missió de negociar un tractat d'amistat i comerç amb Gran Bretanya. El govern francès, no obstant això, no va aprovar la designació d'Adams i posteriorment, davant la insistència del ministre de Relacions Exteriors francès, el comte de Vergennes, Benjamin Franklin, Thomas Jefferson, John Jay i Henry Laurens van ser nomenats per cooperar amb Adams, encara que Jefferson no estava a Europa i a Laurens se li va enviar a les Províncies Unides dels Països Baixos. En el cas de Jay, Adams i Franklin es van encarregar de la major part en les negociacions del Tractat de París. Adams va enviar a tres comissionats a França, però en la primavera de 1798, s'havia donat la veu que el Ministre d'Afers exteriors francès Talleyrand i el Directori havia rebutjat negociar amb ells tret que primer paguessin un suborn substancial.
Anul·lat Franklin i desconfiats de Vergennes, Jay i Adams van decidir no consultar amb França. Per contra, tractaven directament amb els comissionats britànics.
Al llarg de les negociacions, Adams va ser qui va determinar especialment que el dret dels Estats Units d'Amèrica a la pesca al llarg de la costa atlàntica havia de ser reconegut. Els negociadors nord-americans van ser capaços d'assegurar un tractat favorable, la qual cosa els va donar la propietat de totes les terres a l'est del Mississipi, excepte Florida, que va ser assignada a Espanya. El tractat va ser signat el 3 de setembre de 1783.

### Províncies Unides dels Països Baixos
Després que s'iniciessin aquestes negociacions, Adams va passar algun temps com ambaixador a les Províncies Unides dels Països Baixos. El juliol de 1780, havia estat autoritzat per executar les tasques prèviament assignades a Laurens. Amb l'ajuda del líder patriota holandès Joan van der Capellen tot den Pol, Adams va obtenir el reconeixement dels Estats Units com un govern independent a la Haia el 19 d'abril de 1782. Durant aquesta visita també es va negociar un préstec de cinc milions de florins finançats per Nicolaas van Staphorst i Willink Wilhelm. A l'octubre de 1782, va negociar amb les autoritats neerlandeses un tractat d'amistat i comerç, el primer tractat d'aquest tipus entre els Estats Units d'Amèrica i una potència estrangera després del tractat de 1778 amb França. La casa que va comprar Adams durant aquesta estada als Països Baixos es va convertir en la primera ambaixada de propietat nord-americana en territori estranger en qualsevol part del món.
En 1784 i 1785, va ser un dels artífexs de l'engegada de les relacions diplomàtiques entre els Estats Units i Prússia. L'ambaixador de Prússia a la Haia, Friedrich Wilhelm von Thulemeyer, va estar involucrat, igual que Jefferson i Franklin, que es trobaven a París.

### Gran Bretanya

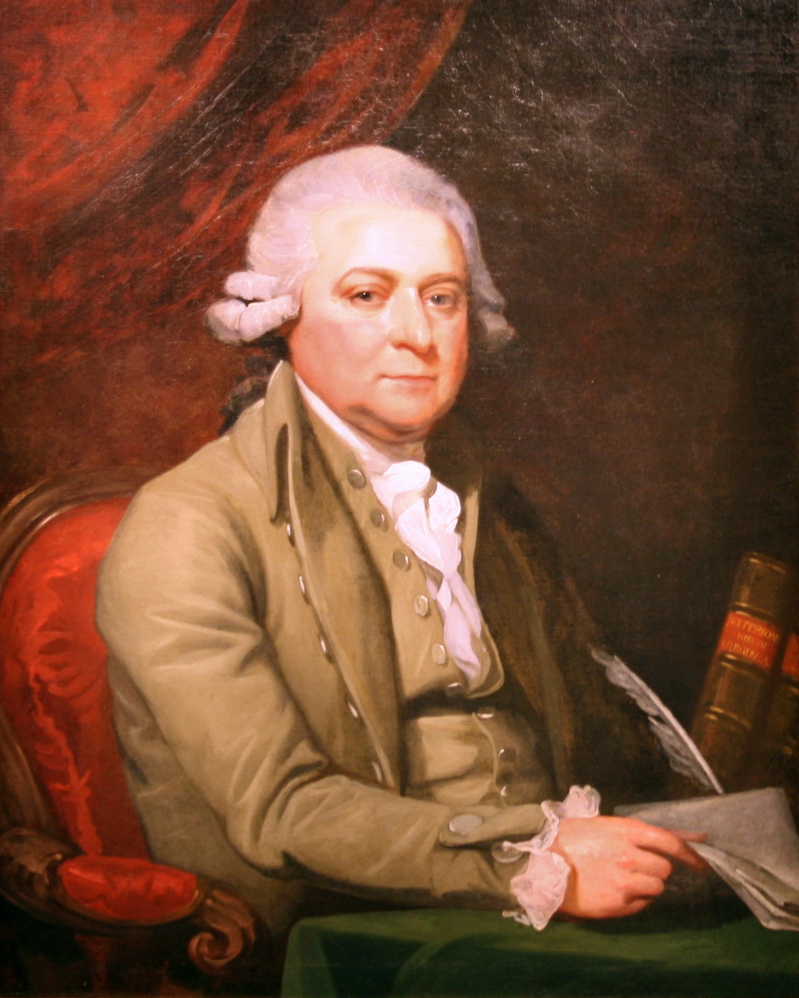
Retrat d'Adams en la seva etapa com a ambaixador en 1788 per Mather Brown

El 1785, John Adams va ser nomenat ministre plenipotenciari dels Estats Units davant el palau de Saint James. Quan va presentar les seves credencials al seu antic sobirà, Jordi III, el rei va donar a entendre que era conscient de la falta de confiança d'Adams al govern francès. Adams ho va reconèixer, declarant que: "Haig de confessar a La vostra Majestat que no tinc cap inclinació per cap país que no sigui el meu".
La reina Elisabet II es va referir a aquest episodi el 7 de juliol de 1976, a la Casa Blanca. Ella va dir:
| « | John Adams, el primer ambaixador dels Estats Units, li va dir al meu antecessor, el rei Jordi III, que era el seu desig ajudar amb la restauració de "la vella bona naturalesa i l'antic bon humor entre els nostres pobles". Aquesta restauració s'ha fet fa molt de temps, i els enllaços de la llengua, la tradició, i el contacte personal, s'han mantingut. | » |

A Londres, John i Abigail van haver de sofrir les mirades i l'hostilitat de la Cort, i per això, van optar per escapar d'ella i no freqüentar-la, preferint la companyia de Richard Price, pastor de l'Església Unitària de Newington Green i instigador de la polèmica sobre la Revolució a Gran Bretanya. Tots dos admiraven molt els ensenyaments del pastor i Abigail va prendre de debò els ensenyaments del clergue i de la seva protegida Mary Wollstonecraft, autora de la Vindicación dels drets de la dona.
La casa d'Adams a Anglaterra, en Grosvenor Square (Londres), segueix en peus i és recordada amb una placa. Va tornar als Estats Units en 1788 per continuar la seva vida política interna.
Durant la seva estada a Londres va escriure els tres volums de la «Defensa de les constitucions del govern dels Estats Units d'Amèrica».

## Idees constitucionals
La nova Constitució de Massachusetts, ratificada el 1780 i escrita en gran part pel mateix Adams i estructurava la governabilitat basant-se en el seu punt de vista de la política i la societat. Va ser la primera constitució escrita per un comitè especial i ratificada pel poble. També va ser la primera a presentar un legislatiu bicameral, un executiu clar i fort, amb un veto parcial (dos terços), i un poder judicial independent.

### Democràcia
A la seva obra Una defensa de les Constitucions de Govern dels Estats Units (1787) repudiava els punts de vista de Turgot i altres escriptors europeus sobre la maldat del marc dels governs estatals. Turgot argumentava que els països mancats d'aristocràcia no tenien per què tenir legislatures bicamerals. Pensava que els governs republicans disposen de" totes les autoritats en un centre, el de la nació". Al llibre, Adams va suggerir que "els rics, els ben nascuts i el poder" han de ser diferenciats d'altres homes en un Senat, que els impediria dominar la cambra baixa. Gordon Wood ha sostingut que Adams s'havia convertit en intel·lectualment irrellevant en el moment en què la Constitució Federal va ser ratificada. En aquell moment, el pensament polític nord-americà, transformat després de més d'una dècada de vigorós debat i de la mateixa experiència, havia abandonat la concepció clàssica de la política en què el govern s'entén com un mirall dels estaments socials. La nova concepció americana de la sobirania popular ja veu al poble com l'únic posseïdor del poder en l'Estat. Tots els agents del govern gaudeixen de porcions del poder del poble per un temps limitat. Adams s'havia perdut per complet aquest concepte i va revelar la seva inclinació contínua a la versió anterior de la política.

### Controls i equilibris del poder
Wood dona una peculiar definició del que Adams entén pel terme "república", i el seu suport a una Constitució ratificada pel poble. Minimitza la creença d'Adams en
la separació de poders. Segons Adams, "El poder ha de ser oposat al poder, i els interessos als interessos"; aquest sentiment va influir més tard a la famosa declaració de James Madison que "una ambició ha de contrarestar una altra ambició" en El Federalista No. 51, en l'explicació dels poders de les branques del govern federal als Estats Units sota la nova Constitució. Adams va fer més que ningú per posar la idea de "controls i equilibris del poder" en el mapa intel·lectual del moment.

### Republicanisme
La Defensa d'Adams es pot llegir com una articulació de la teoria republicana clàssica de govern mixt. Adams va afirmar que les classes socials existeixen en tota societat política, i que un bon govern ha d'acceptar aquesta realitat. Durant segles, que es remunta a Aristòtil, un règim mixt d'equilibri entre monarquia, aristocràcia i democràcia, és a dir, el rei, els nobles, i el poble tenia l'obligació de preservar l'ordre i la llibertat.
La ideologia republicana d'Adams es pot sintetitzar:
- Monarquia - Representada pel Presidencialisme.
- Aristocràcia i oligarquia - Representada en una Cambra alta.
- Democràcia - El poble representat a la Cambra baixa.

### Esclavitud
Adams mai va posseir esclaus i es va negar per principis a emprar mà d'obra esclava. Abigail Adams es va oposar a l'esclavitud i va emprar negres lliures en lloc del personal domèstic esclau del seu pare. John Adams es va pronunciar el 1777 contra un projecte de llei per emancipar als esclaus a Massachusetts, dient que el tema era massa polèmic, per la qual cosa la legislació hauria de "dormir per un temps". També va estar en contra de l'ús de soldats negres en la Revolució, a causa de l'oposició dels meridionals. Adams en general, va tractar de mantenir el tema fora de la política nacional, a causa de la prevista resposta del sud. A pesar que és difícil precisar la data exacta en què l'esclavitud va ser abolida a Massachusetts, un punt de vista acceptat és que es va suprimir a tot tardar el 1780, quan va ser prohibit per l'aplicació de la Declaració de Drets que John Adams va escriure en la Constitució de Massachusetts.

## Vicepresidència

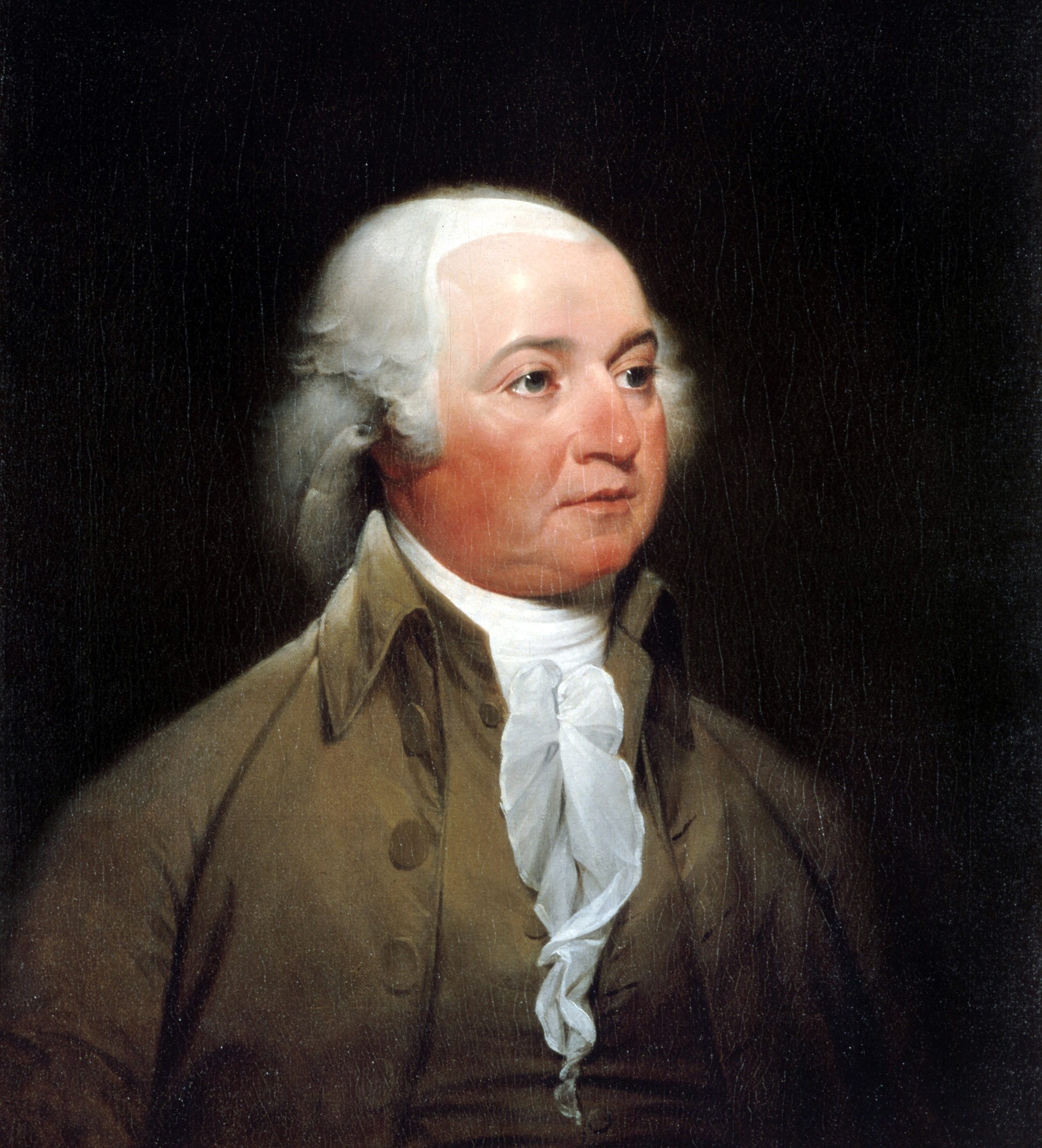
Retrat d'Adams per John Trumbull, 1792–1793

Mentre que George Washington va guanyar per unanimitat en el vot popular i va obtenir 69 vots en el col·legi electoral, Adams va quedar en segon lloc en el col·legi electoral amb 34 vots i es va convertir en vicepresident en les Eleccions presidencials dels Estats Units de 1789. Va presidir el Senat, però va exercir un paper menor en la política de principis dels anys 1790. Va ser reelegit el 1792. Washington rares vegades va preguntar a Adams sobre política i qüestions legals durant el seu mandat com a vicepresident.
En el primer any de l'administració de Washington, Adams es va involucrar profundament en una controvèrsia en el Senat, que va durar un mes, i que versava sobre el títol oficial del President. Adams va defensar títols grandiosos per al president de la nació com ara "La seva Majestat el President" o "El seu Alt Poder" pel simple "President dels Estats Units" que proposaven els altres, títol que finalment va guanyar el debat. La pomposidad de la seva postura, juntament amb el seu excés de pes, va portar al fet que Adams es guanyés el sobrenom de "La seva rotunditat".
Com a president del Senat, Adams va emetre 29 vots de desempat, un rècord que només John C. Calhoun va estar a punt d'igualar, amb 28. Els seus vots van protegir l'autoritat del president sobre l'eliminació dels nomenaments i van influir en la ubicació de la capital del país. Almenys en una ocasió, va persuadir als senadors a votar en contra de la legislació a la qual s'oposava, i amb freqüència va parlar en el Senat sobre qüestions de política i de procediment. Els punts de vista polítics d'Adams i el seu paper actiu en el Senat el van convertir en un objectiu natural dels crítics amb l'administració de George Washington. Cap al final del seu primer mandat, com a conseqüència d'una resolució que amenaçava fer-lo callar amb excepció d'assumptes de procediment polític, va començar a exercir més moderació. Quan els dos partits polítics es van constituir, es va unir al Partit Federalista, però mai es va portar bé amb el seu líder Alexander Hamilton.
A causa de l'antiguitat d'Adams i la necessitat d'un president del nord, va ser triat com a candidat a la presidència federal el 1796, en contra de Thomas Jefferson, el líder de l'oposició del Partit Republicà. El seu èxit es va deure a la pau i la prosperitat que Washington i Hamilton havien aconseguit en haver evitat la guerra amb Gran Bretanya amb el Tractat Jay de 1795.
Els dos mandats d'Adams com a vicepresident van ser experiències frustrants per a un home del seu vigor, intel·lecte i vanitat. Es va queixar a la seva esposa Abigail: "El meu país en la seva saviesa ha ideat per a mi el càrrec més insignificant que la invenció de l'home o la seva imaginació mai van concebre."

## Eleccions presidencials de 1796
En l'elecció de 1796 Adams va ser el candidat presidencial del Partit Federalista i Thomas Pinckney, governador de Carolina del Sud, el va acompanyar també com a candidat federalista (el vicepresident era el que quedava en segon lloc, per la qual cosa no existia la fórmula de candidatura d'equip en el sentit modern, per això es presentaven més d'un candidat per cada partit). Els federalistes volien a Adams com el seu candidat presidencial per aixafar la candidatura de Thomas Jefferson. La majoria dels federalistes haurien preferit Alexander Hamilton com el seu candidat perquè, encara que Hamilton i els seus seguidors van donar suport a Adams, també li guardaven rancor. Se'l considerava el menor de dos mals. No obstant això, pensaven que Adams no comptava amb la seriositat i la popularitat que havien portat a Washington a l'èxit i temien que Adams fos massa vanitós, obstinat, imprevisible i tossut a l'hora de seguir les seves instruccions.
Els opositors a Adams van ser l'exsecretari d'Estat, Thomas Jefferson de Virgínia, qui va estar acompanyat pel senador Aaron Burr de Nova York en la candidatura demòcrata-republicana.
Com era costum, Adams es va quedar a la seva ciutat natal de Quincy en lloc de fer una campanya activa per la Presidència. Volia mantenir-se al marge del que ell anomenava el joc ximple i pervers. El seu partit, no obstant això, va fer campanya per ell, mentre que els demòcrates republicans van fer campanya a favor de Jefferson.
S'esperava que Adams dominaria els vots a Nova Anglaterra, mentre que Jefferson esperava guanyar en els estats del sud. Al final, Adams va guanyar les eleccions per un estret marge de 71 vots electorals front els 68 de Jefferson (que es va convertir en el vicepresident).

## Presidència

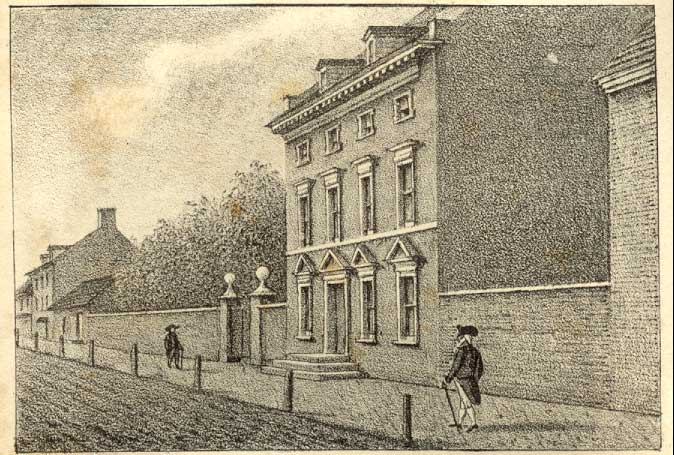
La Casa Presidencial de Filadèlfia. Va ser ocupada per George Washington primer, i per Adams des de març de 1797 a maig de 1800

Com a President, Adams va seguir l'exemple de Washington en fer de la presidència l'exemple més gran dels valors republicans, posant l'accent en la virtut cívica, ja que mai va estar implicat en cap escàndol. Alguns historiadors consideren que el pitjor error d'Adams va ser mantenir intacte l'antic gabinet del seu predecessor, que va ser controlat per Hamilton, en lloc d'instal·lar als seus propis secretaris, la qual cosa confirma l'afirmació d'Adams que era un mal polític perquè "era inexpert en les intrigues pel poder." No obstant això, hi ha alguns historiadors que consideren que, el manteniment per part d'Adams del gabinet de Washington, va ser la decisió d'un estadista que pretenia calmar les preocupacions suscitades sobre una successió ordenada. Com el mateix Adam va explicar: "No tenia cap objecció en particular contra cap d'ells". Adams va passar gran part del seu mandat a la seva casa de Massachusetts, fent cas omís dels detalls de comunicació que no van ser ignorats pels seus oponents de tots dos partits.
L'esperit combatiu d'Adams no sempre es va prestar al decor presidencial, com el mateix Adams va admetre en la seva vellesa: "[Com a president] em vaig negar a sofrir en silenci. Sospirava, sanglotava, gemegava, xisclava i cridava de vegades. I confesso per a la meva vergonya i tristesa que de vegades vaig insultar."
Adams no només va continuar amb el gabinet de Washington, sinó que tots els grans programes de l'Administració de Washington també van continuar sota el seu mandat. Adams no va fer cap proposta nova important. Els seus programes econòmics van ser una continuació de les de Hamilton, que consultava periòdicament amb els membres clau del gabinet, especialment el poderós secretari del Tresor, Oliver Wolcott, Jr..

### Política exterior
El mandat d'Adams (1797-1801) va estar marcat per intenses disputes sobre la política exterior en el context d'una guerra naval limitada amb França. Gran Bretanya i França estaven en guerra; Hamilton i els federalistes eren favorables a Gran Bretanya, mentre que Jefferson i els republicans estaven a favor de França.
Quan Adams va arribar a la presidència, es va adonar que havia de protegir la política de Washington que consistia a romandre fora de la guerra franco-britànica. De fet, la intensa batalla sobre el Tractat Jay el 1795 va provocar una política de polarització permanent, de dalt a baix de la nació.
Els francesos van veure a Amèrica com un soci menor de Gran Bretanya i van començar a apoderar-se dels bucs mercants americans que estaven comerciant amb els anglesos en el que es va conèixer com la" Quasi-Guerra". Cap nació va declarar la guerra oficialment, però el risc era elevat i els federalistes pretenien rearmar la nació amb la perspectiva bèl·lica i potser en preparació per a l'eliminació dels republicans contraris a ella.
La humiliació de l'Afer XYZ, en el qual el govern francès va exigir enormes suborns abans de començar a negociar, va donar lloc a serioses amenaces de guerra a gran escala amb França i va avergonyir als jeffersonianos, que simpatitzaven amb ella. Una guerra naval no declarada entre els EUA i França va esclatar el 1798, encara que no hi havia perill d'invasió de les molt més grans i potents forces armades franceses. Els federalistes van reconstruir l'exèrcit, portant de tornada a Washington com el seu comandant i Hamilton com el seu líder principal. Adams va reconstruir l'Armada i va agregar sis fragates ràpides de gran abast,entre elles la USS Constitution. Per pagar tot això, el Congrés va elevar els impostos.

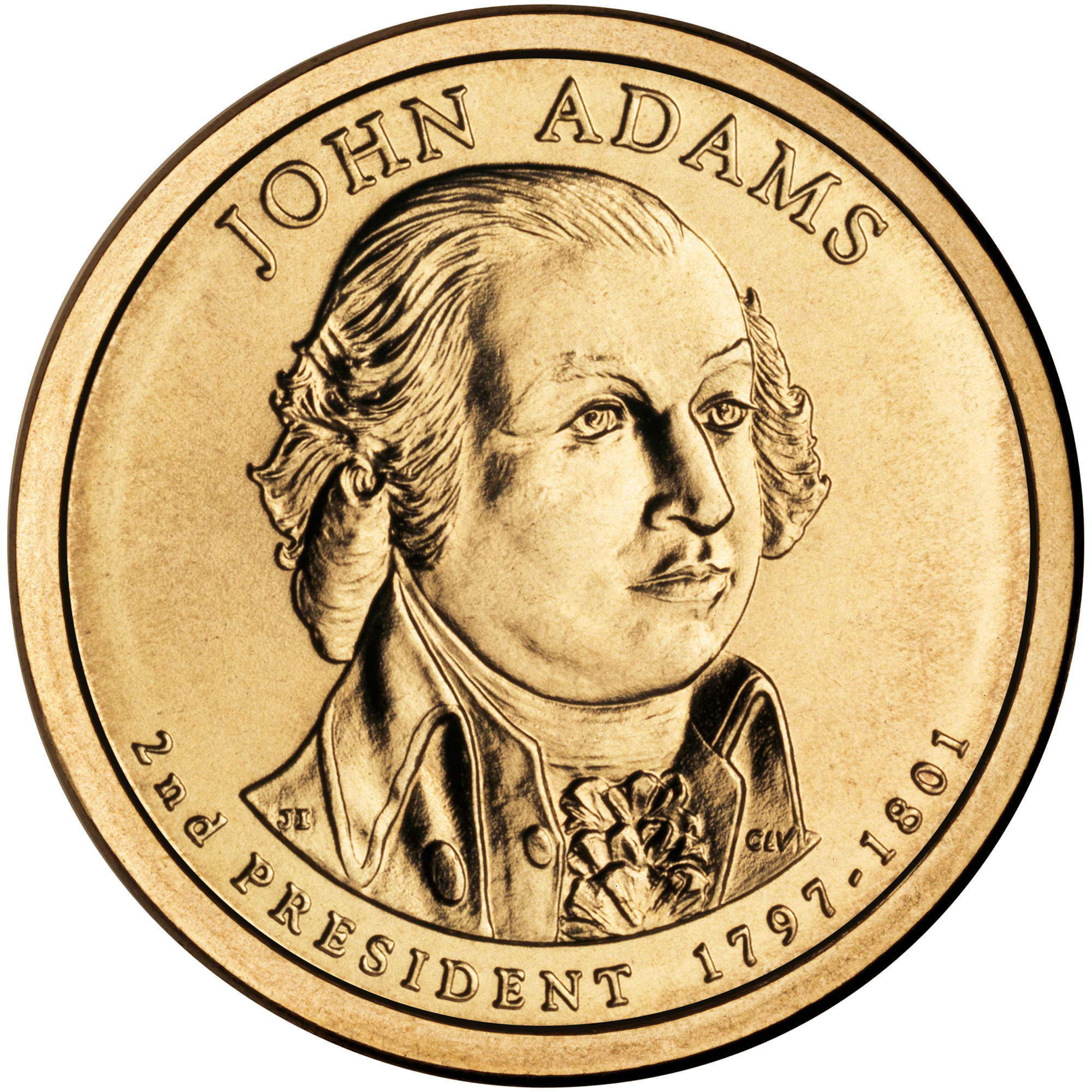
Dòlar commemoratiu amb l'efígie de John Adams

### Actes de Sedició i Estrangers
Els federalistes al Congrés van aprovar les Actes de Sedició i Estrangers (Alien and Sedition Acts), que van ser signades per Adams el 1798.
Es van aprovar quatre actes separades:
- L'Acta de Naturalització, aprovada el 18 de juny.
- L'Acta d'Estrangeria, aprovada el 24 de juny.
- L'Acta d'Enemics estrangers, aprovada el 6 de juliol.
- L'Acta de Sedició, aprovada el 14 de juliol.

Aquestes quatre actes es van aprovar per suprimir l'oposició republicana. L'Acta de Naturalització va canviar el període de residència requerit abans que un immigrant pogués aconseguir la ciutadania nord-americana per 14 anys (els ciutadans naturalitzats tendien a votar pels demòcrates republicans). L'Acta d'Estrangeria i l'Acta d'Enemics estrangers permetia al president deportar a qualsevol estranger que considerés perillós per al país. L'Acta de Sedició va convertir en delicte la publicació d'"escrits falsos, escandalosos i maliciosos" contra el govern o els seus funcionaris. Es castigarien amb 2-5 anys de presó i multes de fins a 5.000 dòlars. Encara que Adams no havia tingut la iniciativa en aquesta normativa, ni tampoc va promoure aquesta legislació, les va convertir en llei per respecte al Congrés.
Aquesta legislació i la persecució d'una sèrie d'editors de periòdics d'alt perfil i un membre del Congrés pels federalistes, es van convertir en fets molt polèmics. Alguns historiadors han assenyalat que les Actes de Sedició i Estrangers rares vegades es van aplicar, ja que només s'han identificat 10 condemnes en virtut de la Llei de Sedició i, a més, Adams mai va signar una ordre de deportació. El furor per les Lleis d'Estrangers i Sedició va ser principalment provocat pels demòcrates republicans en el context de la disputa política. No obstant això, altres historiadors posen l'accent que els fets van ser molt controvertits des del principi, donant lloc al fet que molts estrangers sortissin del país voluntàriament, i va crear una atmosfera en la qual l'oposició als federalistes, fins i tot al Congrés, podria resultar en un procés judicial. Les eleccions de 1800 es van convertir en una amarga batalla, i cada costat expressava un temor extraordinari de l'altre i les seves polítiques.

### Exèrcit

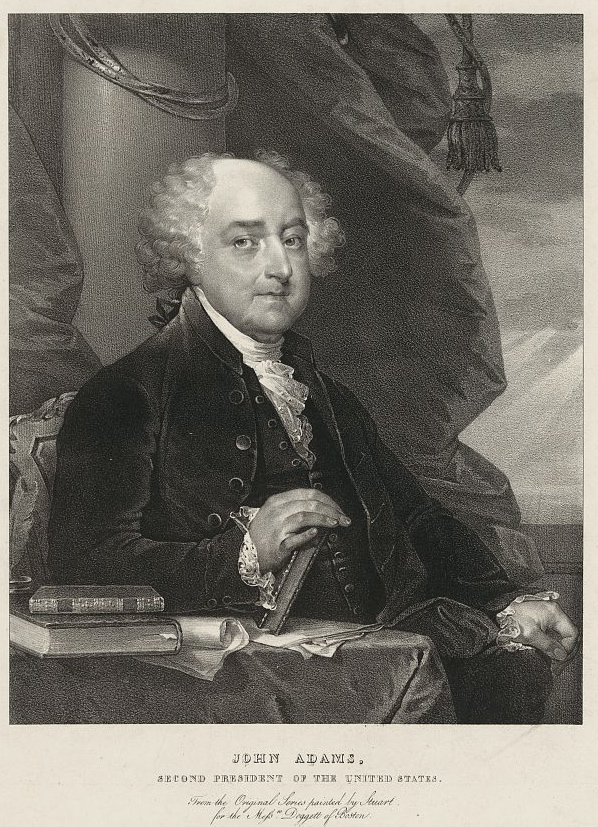
Litografia de Gilbert Stuart

El Partit Federalista estava profundament dividit sobre el lideratge de l'exèrcit dels Estats Units d'Amèrica. Adams es va veure obligat a acceptar el nom de Washington com a comandant del nou exèrcit, i Washington va exigir que Hamilton fos el seu segon al comandament. Adams ho va concedir a contracor. El Major General Hamilton va ostentar un alt grau de control sobre el departament de guerra. La bretxa entre Adams i els Alts federalistes (com es denominaven els oponents d'Adams) va créixer. Els Alts federalistes es van negar a consultar a Adams la legislació fonamental de 1798; van canviar les mesures de defensa que havien demanat, exigint el control de Hamilton de l'exèrcit, i es van negar a reconèixer la necessitat de donar control als demòcrates republicans (com Aaron Burr) en els alts càrrecs de l'exèrcit (que Adams volia atorgar per guanyar una mica de suport dels demòcrates-republicans). Amb la construcció d'un gran exèrcit permanent per part dels federalistes, es van aixecar les alarmes populars per la guerra i va ser una basa contra els demòcrates republicans. Ells també es van alinear amb Adams i la gent que li seguia. La seva miopia a l'hora de veure que el Partit Federalista feia servir la guerra com una eina, feia que ignoressin la necessitat de reunir a tota la nació enfront de la guerra amb França.
Per llargs períodes, Adams es va retirar a la seva casa a Massachusetts. El febrer de 1799, Adams va deixar atònit al país mitjançant l'enviament del diplomàtic William Vans Murray en missió de pau a França. Napoleó, adonant-se que l'enemistat amb els Estats Units no li estava fent cap bé, va assenyalar la seva disposició a establir relacions d'amistat. El tractat de 1778 va ser substituït, i els Estats Units ara podien estar lliures de conflictes exteriors, com Washington va aconsellar en la seva pròpia carta de comiat. Adams va evitar la guerra, però havia deixat profundament dividit al seu propi partit en el procés. Va portar a John Marshall com a Secretari d'Estat i va desmobilitzar l'Exèrcit.

### Rebel·lió de Fries
Per pagar el nou exèrcit, el Congrés va imposar nous impostos sobre la propietat: l'Impost Directe de 1798. Va ser el primer (i últim) d'aquests impostos federals. Els contribuents estaven enutjats, sobretot en el sud-est de Pennsilvània, on va esclatar la rebel·lió sense vessament de sang de John Fries entre els agricultors rurals de parla alemanya, que van protestar pel que veien com una amenaça a les llibertats republicanes i a les seves esglésies.

### Eleccions presidencials de 1800

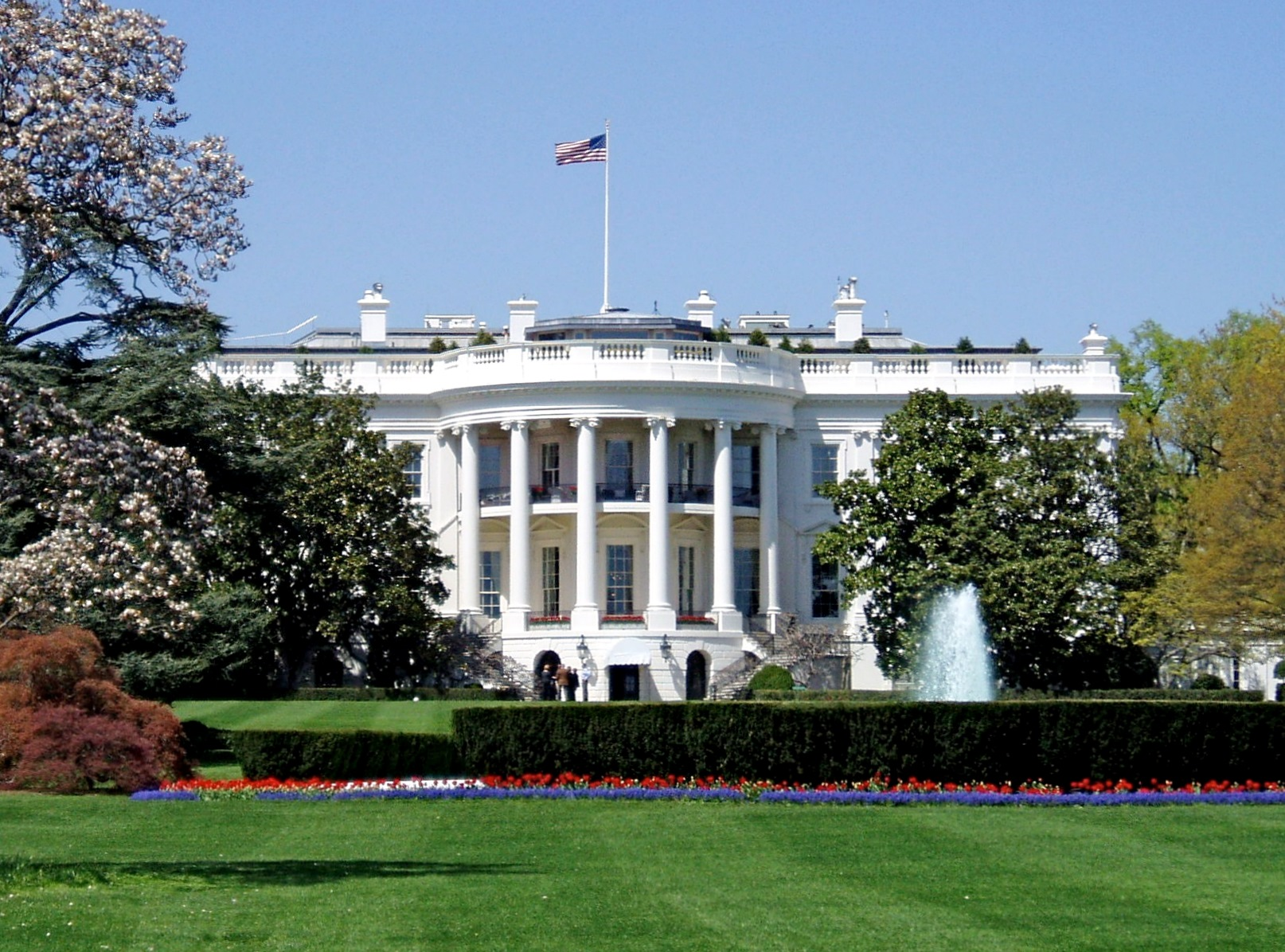
"Prego al Cel que atorgui la millor de les benediccions a aquesta casa i a tot aquell que d'ara endavant l'habiti. Que ningú, més que els honests i savis governin sota aquest sostre." John Adams

La mort de George Washington el 1799 va afeblir als federalistes, en perdre l'únic home que va simbolitzar i va unir al partit. En les eleccions presidencials de 1800, Adams i el seu company candidat federalista, Charles Cotesworth Pinckney, anaven en contra del duo republicà de Jefferson i Burr. Alexander Hamilton va intentar sabotejar la campanya d'Adams amb l'esperança d'impulsar les possibilitats de Pinckney de guanyar la presidència. Al final, Adams va perdre per poc davant Jefferson: 65 a 73 vots electorals, on Nova York fou l'estat que havia emès el vot decisiu.
Adams va ser derrotat a causa d'una millor organització per part dels republicans i a la desunió federalista; també per la desaprovació popular de les Actes de Sedició i Estrangers, per la popularitat del seu oponent, Jefferson, i per la politiquería efectiva d'Aaron Burr a Nova York, on el vot es va passar de Federalista a Demòcrata-Republicà sobre la base d'unes poques sales a Nova York controlades per la máquinaria de Burr.
En els últims mesos del seu mandat Adams es va convertir en el primer president a ocupar la nova residència presidencial (encara en obres) a partir de l'1 de novembre de 1800. Les seves paraules van ser "Prego al Cel que atorgui la millor de les benediccions a aquesta casa i a tot aquell que d'ara endavant l'habiti. Que ningú, més que els honests i savis governin sota aquest sostre."

### Jutges de mitjanit
La sessió sortint del Congrés va promulgar la Llei Judicial de 1801, que va crear una sèrie de corts d'apel·lacions federals entre els tribunals de districte i el Tribunal Suprem. Com el seu mandat anava a expirar, Adams va omplir les vacants creades per llei per la qual es nomenava una sèrie de jutges, anomenats "Jutges de mitjanit" perquè la majoria d'ells van ser nomenats formalment en el venciment del mandat presidencial. La majoria dels jutges van ser finalment acomiadats pels jeffersonians quan van promulgar la Llei Judicial de 1802, amb la qual també van dur a terme l'abolició dels tribunals creats per la Llei Judicial de 1801 i van tornar a l'estructura dels tribunals federals que havia existit abans. El major llegat d'Adams va ser el seu nomenament de John Marshall com a quart President del Tribunal Suprem dels Estats Units per succeir a Oliver Ellsworth, que s'havia retirat per problemes de salut. La llarga permanència de Marshall en el càrrec representa la influència més duradora dels federalistes, per la qual cosa Marshall va influir amb una prudent i acuradament raonada interpretació nacionalista de la Constitució i va establir el Poder Judicial amb igualtat als poders Executiu i Legislatiu.>

## Després de la presidència

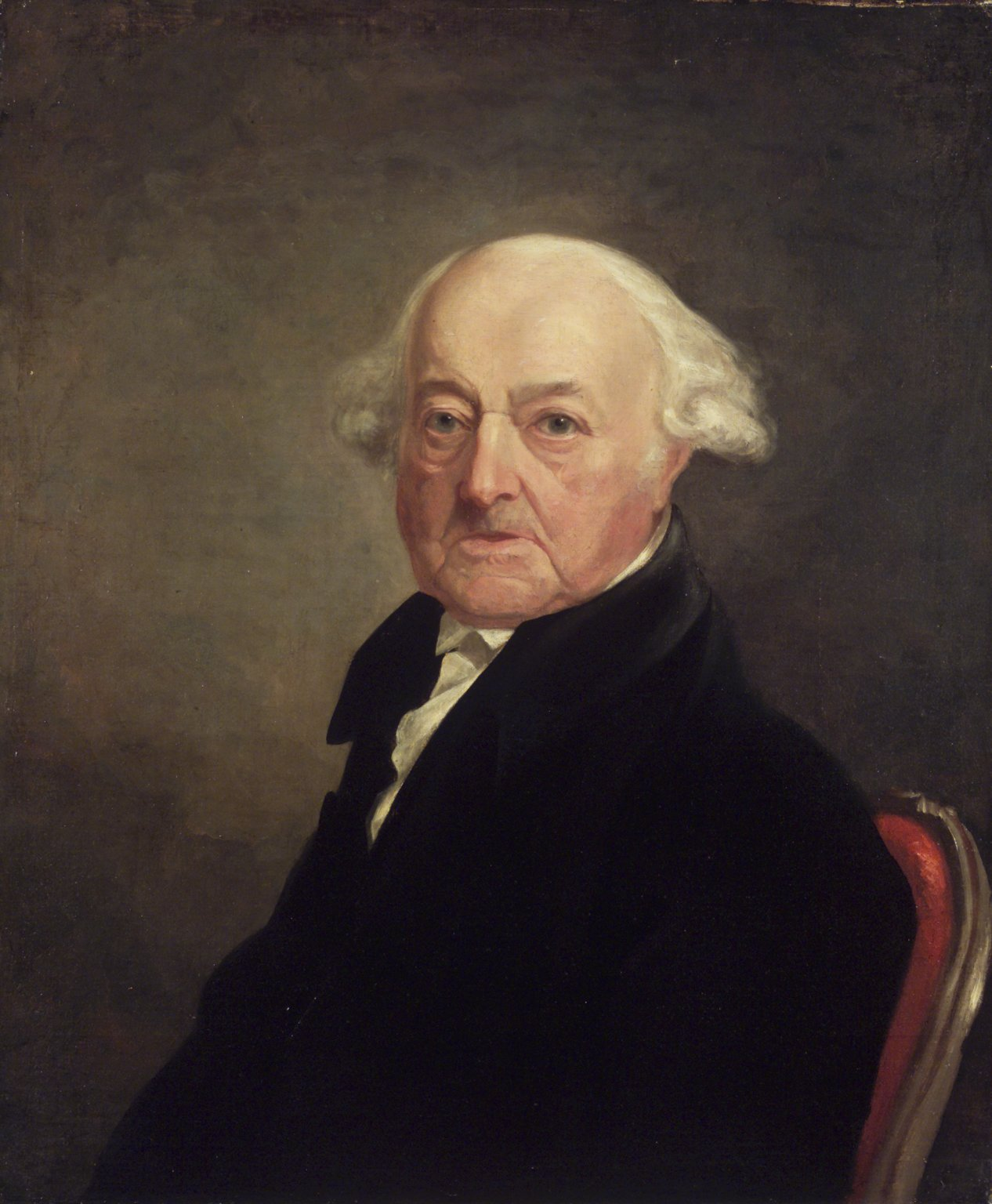
John Adams el 1816 per Samuel F.B. Morse

Després de la seva derrota de 1800, Adams es va retirar de la vida política. Deprimit quan va deixar el càrrec, no va assistir a la presa de possessió de Jefferson, essent un dels quatre presidents vius (és a dir, aquells que no havien mort en el càrrec) que no van assistir a la inauguració del seu successor. La correspondència d'Adams amb Jefferson al moment de la transició suggereix que no sentia l'animositat o el ressentiment que els estudis posteriors li han atribuït. Ell va marxar de Washington abans de la presa de possessió de Jefferson a causa del dol per la mort del seu fill Charles Adams (degut en part a l'alcoholisme) i pel seu desig de reunir-se amb la seva esposa Abigail, que havia abandonat la Casa Blanca mesos abans del canvi.

### Refutacions
Adams reprèn la seva afició a l'agricultura a la seva casa, Peacefield, prop de la ciutat de Quincy, que havia absorbit el seu lloc de naixement, Braintree. Va començar a treballar en una autobiografia (que no va arribar a acabar), i va reprendre la correspondència amb amics tan antics com Benjamin Waterhouse i Benjamin Rush. També va començar una correspondència plena d'amargor i ressentiment amb una antiga amiga de la família, Mercy Otis Warren, en protesta per la forma en què la seva obra de 1805 sobre la història de la Revolució Americana, havia caricaturitzat les seves creences polítiques i havia tergiversat els seus serveis al país.

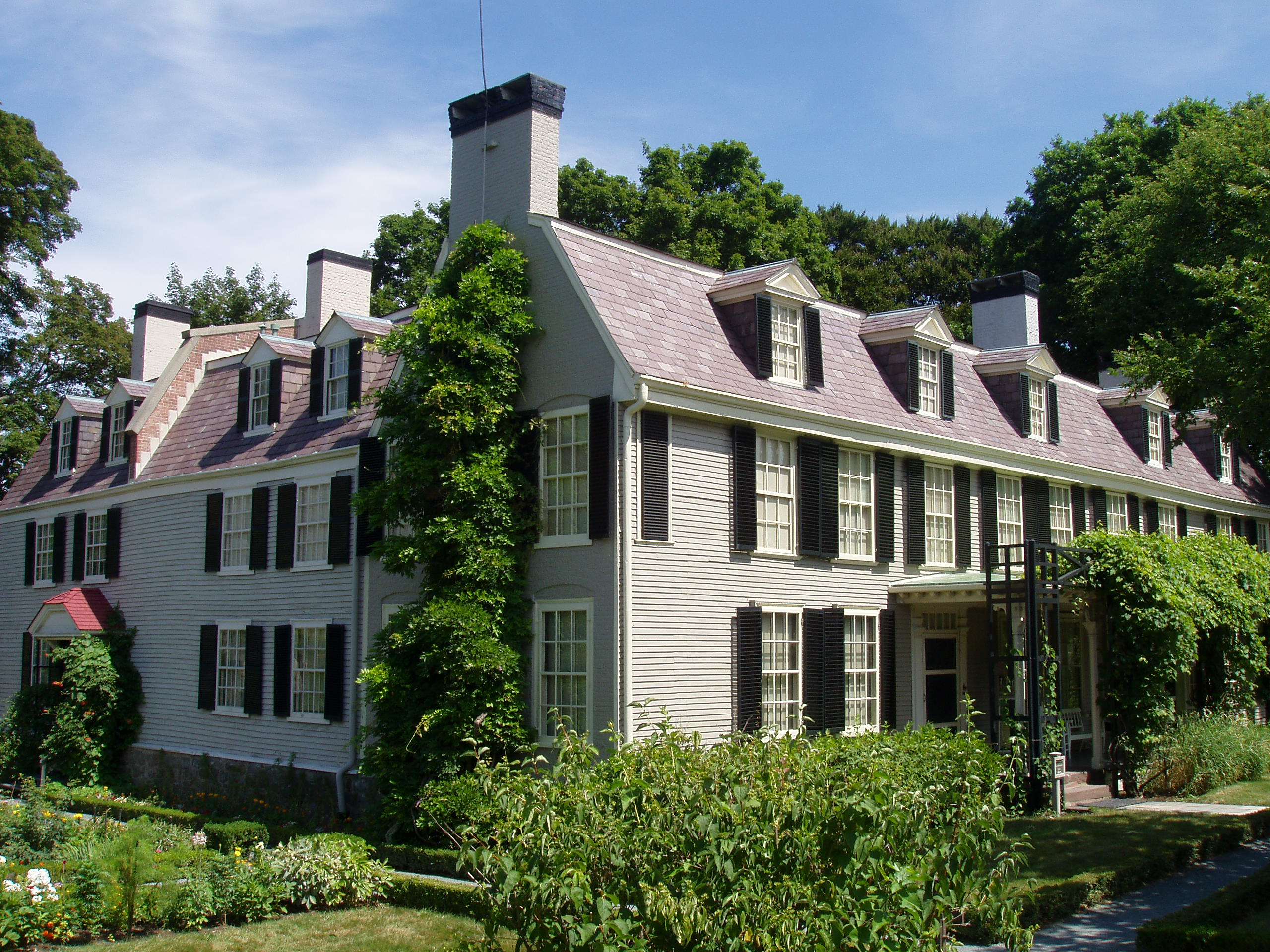
Peacefield, llar de John i Abigail Adams

Després del retir de Jefferson de la vida pública el 1809 després de dos períodes com a president, Adams es va convertir en un personatge més actiu. Durant tres anys, va publicar una seqüència de cartes en el periòdic The Boston Patriot, en les quals presentava una llarga i conscienciosa refutació d'un fullet de 1800 escrit per Hamilton atacant la seva conducta i caràcter. Encara que Hamilton havia mort el 1804 d'una ferida mortal soferta en el seu duel amb Aaron Burr, Adams va sentir la necessitat de reivindicar el seu caràcter vehement contra els atacs que havia rebut.

### Cartes amb Jefferson
A principis de 1812, Adams s'havia reconciliat amb Jefferson. El seu amic comú Benjamin Rush, un dels signants de la Declaració d'Independència que havia mantingut correspondència amb tots dos, va encoratjar a cada home perquè arribessin a escriure a l'altre. El dia d'Any Nou de 1812, Adams va enviar una breu nota amistosa a Jefferson per acompanyar el lliurament de "dues peces de pa casolà", una col·lecció de dos volums de conferències sobre la retòrica de John Quincy Adams. Jefferson va respondre immediatament amb una carta càlida i amistosa, i els dos homes van reavivar la seva amistat, que es va mantenir per correu. La correspondència va durar la resta de les seves vides, i ha estat aclamada com un dels seus majors llegats i un monument de la literatura nord-americana.
Les seves cartes són riques en coneixement sobre el període i sobre les ments dels dos Presidents i líders revolucionaris. La correspondència va durar catorze anys, i consta de 158 cartes. Va ser en aquests anys que els dos homes van discutir sobre l'"aristocràcia natural". Jefferson va dir: "L'aristocràcia natural la considero com el do més preciós de la naturalesa per a la instrucció, els fideïcomissos i el govern de la societat. I, en efecte, hauria estat inconsistent que en la creació s'hagués format a l'home per a l'estat social, sense tenir sempre la virtut i la saviesa suficient per manejar les preocupacions de la societat. No podem dir que la forma de govern és la millor i més eficaç línia pura per a la selecció d'aquests arístoi [els millors] naturals en les oficines de govern?" Adams es preguntava: "La seva distinció entre l'aristocràcia natural i artificial no em sembla fundada. El naixement i la riquesa són atribuïdes a alguns homes imperiosamente per la naturalesa, com el geni, la força i la bellesa.... Quan les aristocràcies són establertes per les lleis humanes i l'honor, la riquesa i el poder es fan hereditaris per les lleis locals i les institucions polítiques, llavors jo reconec que comença l'aristocràcia artificial." Adams va argumentar, que la destinació atorgaria influència a alguns homes per motius diferents de la veritable saviesa i la virtut. Sent aquest el camí de la naturalesa, pensava que alguns "talents" eren naturals. Un bon govern, per tant, havia de retre comptes d'aquesta realitat.

### Família
Setze mesos abans de la mort de John Adams, el seu fill, John Quincy Adams, es va convertir en el sisè President dels Estats Units (1825-1829), l'únic fill d'un expresident a ocupar el càrrec fins a George Walker Bush el 2001.
La seva filla Abigail Adams ("Nabby") es va casar amb el congressista William Stephens Smith, però va tornar a casa dels seus pares després del fracàs del seu matrimoni. Va morir de càncer de mama en 1813.
El seu fill Charles va morir com un alcohòlic el 1800. Abigail, la seva esposa, va morir de febre tifoide el 28 d'octubre de 1818.
El seu fill Thomas i la seva família van viure amb Adams i Louisa Smith (neboda d'Abigail com el seu germà William) fins al final de la vida d'Adams.

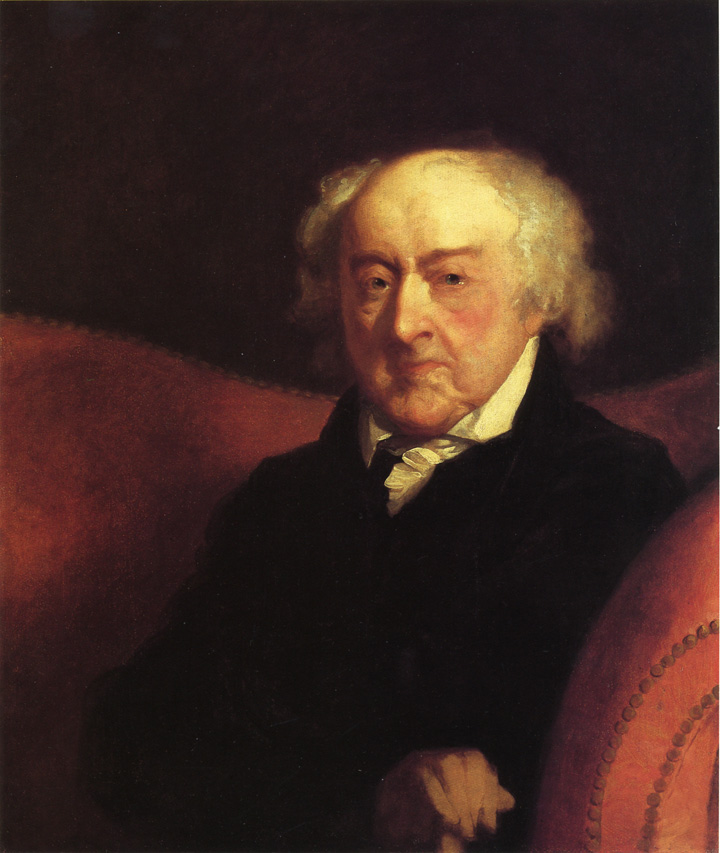
John Adams quan tenia 89 anys per Gilbert Stuart en (1823)

## Mort
Menys d'un mes abans de la seva mort, John Adams va emetre una declaració sobre el destí dels Estats Units, que historiadors com Joy Hakim han caracteritzat com un "advertiment" als seus conciutadans. Adams va afirmar:
| «            | Els meus millors desitjos, en les alegries, en les festes, i els serveis solemnes d'aquell dia en què es completarà l'any cinquanta del seu naixement, de la independència dels Estats Units: una època memorable en els anals de la raça humana, destinats en la història futura de formar la pàgina més brillant o la més negra, d'acord amb l'ús o l'abús d'aquestes institucions polítiques que hauran de formar-se, en el temps per venir, per la ment humana. | » |
| — John Adams | |   |

El 4 de juliol de 1826, el cinquantè aniversari de l'aprovació de la Declaració d'Independència, Adams va morir a casa seva a Quincy. Va dir clarament: "És un gran dia. És un bon dia." La tradició diu que les seves últimes paraules foren "Thomas Jefferson sobreviu", si bé només les dues primeres paraules "Thomas Jefferson" van ser clarament intel·ligibles. Adams no sabia que Jefferson, el seu compatriota en la cerca de la independència, gran rival polític i més tard amic i corresponsal, havia mort unes hores abans que ell mateix. Cap a les 6:20, John Adams havia mort, deixant a Charles Carroll de Carrollton com a últim signatari supervivent de la Declaració d'Independència, qui va morir quan el fill d'Adams, John Quincy Adams, era president.

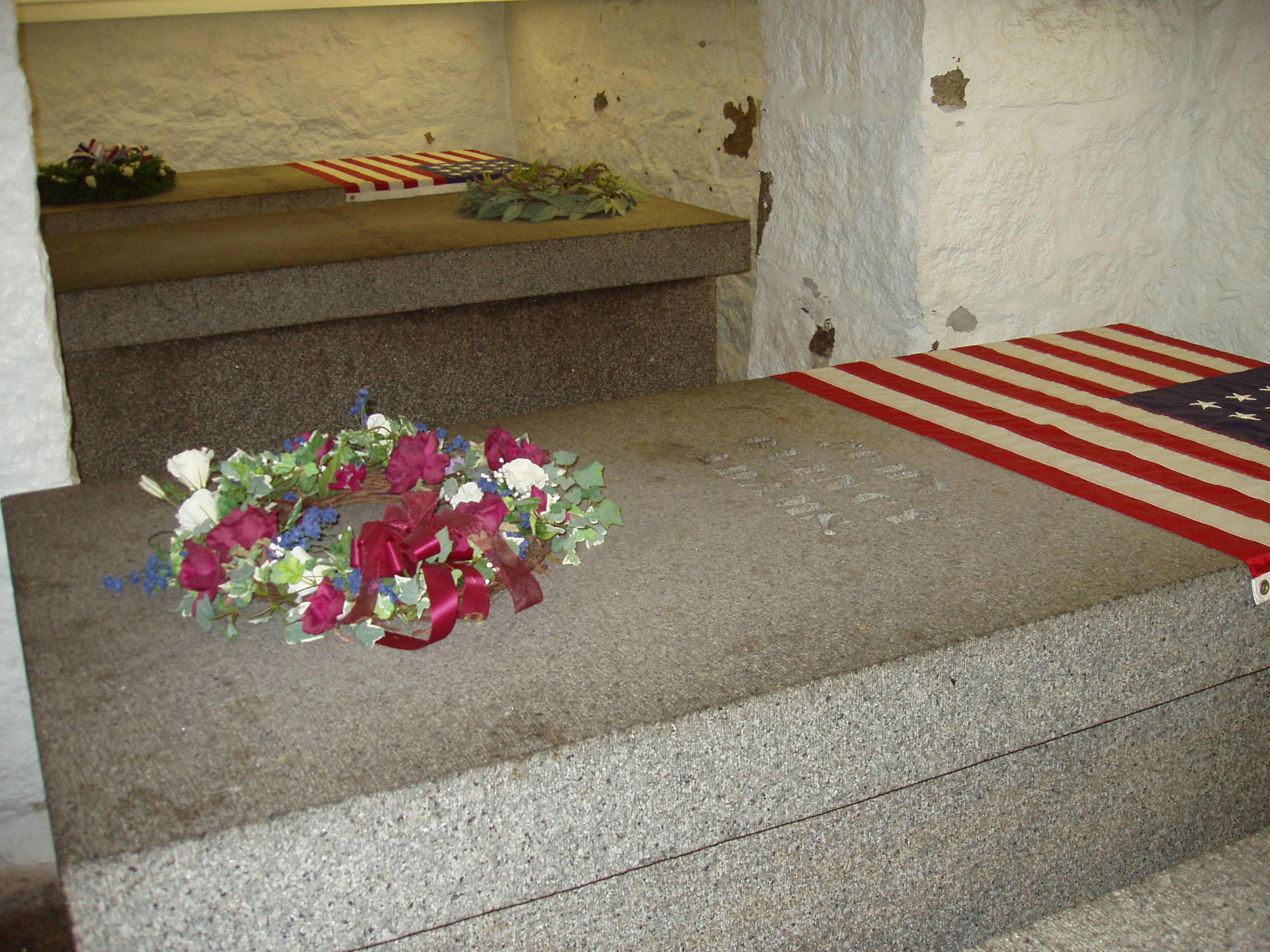
Adams i el seu fill John Quincy estan sebollits junts a la United First Parish Church de Quincy

La seva cripta es troba en la United First Parish Church (també coneguda com l'Església dels Presidents) a Quincy. Originalment, fou enterrat al cementiri de Hancock, prop del camí de l'Església. Amb quasi 91 anys és un dels presidents de més edat superat únicament per Herbert Hoover, Gerald Ford i Ronald Reagan.

## Vida religiosa
Adams va ser esmentat com un congregacionalista, convertint-se en un unitarista en el moment en què la majoria de les esglésies congregacionales al voltant de Boston anaven a dirigir-se cap a l'unitarisme. Adams va ser educat a la Universitat Harvard quan la influència del deisme creixia allí, i va utilitzar termes deístes en els seus discursos i escrits. Creia en la bondat essencial de la creació, però no creia que Déu intervingués en els assumptes dels individus, i, en ser un unitarista, les seves creences excloïen a la divinitat de Crist. També creia que el servei regular a l'església era beneficiós per al sentit moral de l'home. Everett conclou que "Adams va tractar una religió basada en una espècie de sentit comú de la racionabilidad" i manté que la religió ha de canviar i evolucionar cap a la perfecció. Fielding mostra que Adams va sintetitzar les seves creences com les d'un purità, un deísta i humanista. Adams pensava que el cristianisme havia estat revelador per a l'home, però que va ser mal interpretat i mal col·locat al servei de la superstició, el frau i el poder sense escrúpols.
Igual que molts dels seus contemporanis, Adams va criticar les pretensions d'autoritat universal de l'Església catòlica.
En 1796, Adams va contradir a Thomas Paine i les seves crítiques al cristianisme dient: "La religió cristiana és, per sobre de totes les religions que sempre van prevaler o que han existit en els temps antics o moderns, la religió de la saviesa, la virtut, l'equitat i la humanitat, deixeu que el guàrdia negre Paine digui el que vulgui."

## En la ficció
L'any 2008 la cadena de televisió dels Estats Units HBO va dedicar una sèrie de televisió de 7 capítols a la vida i obra de John Adams basada en la biografia de David McCullough. La sèrie va tenir un èxit rotund, aconseguint 13 premis Emmy i 4 Globus d'Or. John Adams és interpretat per Paul Giamatti.